# Incognito (diplomazia)
Incognito è termine del gergo diplomatico con cui si intende il carattere privato che rivestono il viaggio e il soggiorno del Capo di Stato estero, o di altro esponente dello Stato stesso. Duplice può essere il grado e la forma dell'incognito. 

## Gradi
L'incognito può essere semplice o stretto. 
L'incognito semplice si ha quando le autorità dello Stato ospitante sono state informate – di solito per via diplomatica – del viaggio e del soggiorno del Capo dello Stato estero. Anche in tal caso, le Autorità stesse si astengono dal tributare all'ospite onori ufficiali, che non sarebbero conformi al carattere privato della visita; ma sono tenute ad istituire per lui un discreto servizio di sicurezza. L'incognito stretto, invece, si verifica quando nessuna comunicazione ufficiale è fatta pervenire alle autorità locali, per cui nessuno è in grado di sapere chi sia in effetti il personaggio ospite. Se egli è un sovrano o un principe reale, può assumere titolo e nome diversi da quelli ufficiali che gli competono. 

## Forma
Un capo di Stato estero che si trovi in incognito nel territorio dello Stato ospitante continua, per altro, ad essere titolare dello status previsto dal diritto internazionale. Se l'incognito è semplice, a lui competono naturalmente tutte le tipiche forme dell'Immunità diplomatica (personale, di abitazione, giurisdizionale, ecc.). Se l'incognito è stretto, le immunità stesse devono essergli riconosciute non appena egli stesso riveli la sua qualità giuridica. Ciò attribuisce al capo di uno Stato estero determinati trattamenti, con riferimento alla presente qualità di organo supremo delle relazioni internazionali da lui rivestita, prescindendo dal carattere ufficiale, oppure privato, della sua presenza nel territorio di un altro Stato. 
Nonostante l'incognito, secondo la prassi diplomatica il capo di uno Stato estero suol fare una visita di cortesia al capo dello Stato ospitante. Di solito questi offre allora una colazione in onore dell'ospite nella sua residenza ufficiale. Per il suo carattere diplomatico, siffatto adempimento protocollare rompe, sebbene per breve tempo, l'incognito stesso qualunque ne sia la qualificazione.